# Guido Menasci
Guido Menasci (Livourne, 24 mars 1867 - Livourne, 27 décembre 1925) est un librettiste d'opéra italien.
Il a écrit plusieurs livrets d'opéra en collaboration avec Giovanni Targioni-Tozzetti, dont celui de Cavalleria rusticana de Pietro Mascagni et dont le sujet est tiré d'une nouvelle de Giovanni Verga. Avec Giovanni Targioni-Tozzetti, il a également écrit le livret pour Regina Diaz d'Umberto Giordano.

## Biographie
Le père de Guido, négociant, a été pendant de nombreuses années chargé de l'Éducation de la ville de Libourne. Écrivain, il a publié Alcuni versi (1865), et a également été l'un des premiers traducteurs de H. Heine en Italie  1886). Guido a hérité de son père l'amour de la littérature.
Guido Menasci a suivi les cours de droit de l'université de Pise. En 1890, il obtient le poste de procureur de la Cour d'appel de Lucques, mais il consacre beaucoup de temps à la poésie et la critique et plus généralement à la littérature. Il collabore avec diverses revues littéraires et avec des journaux étrangers comme Le Siècle, Neue Freie Presse, Neues Wiener Tageblatt, The English Illustrated Magazine (en).
En 1889, Guido a été nommé secrétaire du Cercle philologique, où il rencontre Giovanni Targioni-Tozzetti avec qui il va écrire plusieurs livrets d'opéra, dont celui de Cavalleria rusticana. Targioni-Tozzetti rappelle : « Menasci et moi en six brèves séances avons écrit le livret, le Maître en un peu plus de dix semaines a donné une vie éternelle à nos pauvres vers!! »
Le succès obtenu par l'opéra a assuré la renommée des deux librettistes qui ont encore écrit les livrets de Rantzau en 1892 (d'après le roman de Erckmann-Chatrian) et en 1896 celui de Zanetto (d'après Le passant de Fr. Coppée). Ils ont aussi écrit le livret de Regina Diaz mis en musique par U. Giordano en 1896.
De son côté, Guido a continué à écrire des livrets pour d'autres compositeurs étrangers, dont Redenzione (Erlösung, traduction allemande de R. Specht, Strasbourg 1895) pour August Scharrer (Strasbourg 1895) et Gloria pour Ignaz Brüll (Hambourg 1896).
Pendant son séjour en Allemagne, il a conçu une de ses œuvres critiques les plus importantes, son Goethe (Florence 1899), longtemps considérée comme remarquable parmi les nombreuses études biographiques consacrées au grand poète allemand. Plus généralement, Guido s'est intéressé aux littératures étrangères, principalement allemande et française. Il a publié un Manuale storico della letteratura francese (Livourne 1898) et de Nuovi saggi di letteratura francese (ibid. 1908). À partir de 1898, il a collaboré à la Nuova Antologia où il a publié quelques poèmes et plusieurs essais critiques sur la littérature française et allemande. Il est l'auteur de plusieurs recueils de poésie et de prose, en italien et en français (Note liriche, Milan 1891; Les paroles amoureuses, ibid. 1891; Il libro dei ricordi, Livourne 1894; L’autunno, ibid. 1901; Au pays de jadis, ibid. 1907). Il a également publié des livres pour enfants.
Ayant obtenu l'habilitation pour enseigner la langue et la littérature française, Guido Menasci a commencé à enseigner ces matières à partir de 1900.

## Opéras
- Cavalleria rusticana (1890) mélodrame en un acte, en collaboration avec Giovanni Targioni-Tozzetti, musique de Pietro Mascagni. Création à Rome le 17 mai 1890.
- I Rantzau (1892) œuvre lyrique en quatre actes, en collaboration avec Giovanni Targioni-Tozzetti, musique de Pietro Mascagni. Création à Florence le 10 novembre 1892.
- Regina Diaz (it) (1894), en collaboration avec Giovanni Targioni-Tozzetti, musique d'Umberto Giordano
- Zanetto (1896) opéra en un acte, en collaboration avec Giovanni Targioni-Tozzetti, musique de Pietro Mascagni (d'après la comédie Le passant de François Coppée). Création à Pesaro le 2 mars 1896.